# Valknut (software)
Valknut es un programa que usa el protocolo Direct Connect. Es compatible con otros clientes DC, como el original NeoModus Direct Connect, DC++ y derivados. Valknut también interopera con todos los software hub DC comunes. Valknut usa la biblioteca multiplataforma Qt para su GUI.
Originalmente, Valknut fue llamado DCGUI, que era similar al nombre de otro cliente DC para Linux. Fue renombrado como dcgui-qt para evitar la confusión. Sin embargo, los problemas de marca relacionados por el uso de 'Qt' en su nombre forzaron a cambiar a otro nombre, a Valknut.
Después del lanzamiento de Valknut 0.3.7, Mathias Küster dejó de trabajar en Valknut. Entonces, Edward Sheldrake movió el código al proyecto wxDCGUI, donde el trabajo esta en marcha para añadir características adicionales, como también para portar la interfaz de usuario de Valknut Qt3 a Qt4 y eventualmente a wxWidgets. En mayo de 2008 la primera versión de Qt4 fue lanzada.